# アーロン・ウィルカーソン
アーロン・ダニエル・ウィルカーソン（Aaron Daniel Wilkerson、1989年5月24日 - ）は、アメリカ合衆国テキサス州フォートワース出身のプロ野球選手（投手）。右投右打。MLBのシンシナティ・レッズ傘下所属。

## 経歴

### プロ入りと独立リーグ時代
2013年にカンバーランド大学から独立リーグであるユナイテッドリーグ・ベースボールのフォートワース・キャッツに入団し、プロデビューを果たした。その後、シーズン半ばにフロンティアリーグのフローレンス・フリーダムにトレードされ、最終的にアメリカン・アソシエーションのグランドプレーリー・エアーホッグスでシーズンを終えた。シーズンでは3つのリーグで19試合に先発し10勝2敗、防御率2.96だった。
2014年もグランドプレーリー・エアーホッグスと契約し、シーズン途中まで在籍していた。

### レッドソックス傘下時代
2014年8月にボストン・レッドソックスとマイナー契約を結んだ。A-級・ローウェル・スピナーズで8試合に先発し、5勝1敗、防御率1.62という成績を残した。
2015年はA+級・セイラム・レッドソックスで17試合（12先発）に登板し7勝2敗、その後AA級ポートランド・シードッグスで7試合に先発し4勝1敗という成績を残した。オフにはアリゾナ・フォールリーグに参加し、スコッツデール・スコーピオンズに所属したが、第1回WBSCプレミア12アメリカ合衆国代表のロースターに選出されたため途中退団となった（最終的に出場なし）。
2016年は引き続きAA級ポートランドで8試合に登板して2勝1敗の成績を残し、4月下旬にAAA級ポータケット・レッドソックスに昇格した。8試合に登板し、4勝1敗 。

### ブルワーズ時代
2016年7月7日、アーロン・ヒルとの交換トレードでウェンデル・リホと共にミルウォーキー・ブルワーズに移籍。残りシーズンをAAA級コロラドスプリングス・スカイソックスで過ごした。 
2017年はA級ビロクシ・シャッカーズでシーズン開幕を迎え、11勝4敗の成績を残す。プレーオフには再びAAA級コロラドスプリングスに昇格し、9月15日にメジャー契約を結んで40人枠に登録された。10月1日のセントルイス・カージナルス戦で7回を1失点に抑え、メジャー初勝利を挙げた。
2018年はメジャー公式戦に3試合登板するも9イニングを投げて10自責点と打ち込まれ降格。その後も昇格はなく、AAA級コロラドスプリングスでシーズンの大半を過ごすこととなった。 
2019年4月17日のカージナルス戦でマイケル・ワカから本塁打を放ち、メジャー初ヒットとホームランを同じ打席で記録した。 9月1日、故障者リスト入りしていたジミー・ネルソンとブレント・スーターを復帰させるため40人枠から外れた。
2020年は新型コロナウイルスの感染拡大の影響でマイナーリーグのシーズンが中止となり、公式戦への出場はなかった。オフの11月2日にフリーエージェント（FA）となった。

### ドジャース傘下時代
2020年12月17日、CPBLの楽天モンキーズと契約を結んだ。しかし、家族の事情からシーズン前に契約をオプトアウトした。2021年5月1日にロサンゼルス・ドジャースとマイナー契約を結んだ。AAA級オクラホマシティ・ドジャースで23試合（19先発）に出場し、8勝5敗の成績を残した。

### 阪神時代
2021年12月5日、NPBの阪神タイガースと契約したことが発表された。推定年俸は65万ドル（約7280万円）。背番号は52。
2022年は新型コロナウイルスの水際対策により来日が遅れていたが、規制が緩和されたため3月6日に来日し、同10日に入団会見を行った。開幕からローテーションを守っていた藤浪晋太郎・伊藤将司両投手が新型コロナウイルスに感染したことが4月13日に判明しローテーションの再編を余儀なくされたことや、秋山拓巳が不調により一軍登録を外れたことにより、4月16日に先発要員として一軍に初昇格した。同日の対読売ジャイアンツ戦（阪神甲子園球場）で来日初登板初先発を果たし、6回1失点の投球で来日初勝利を挙げた。阪神の新外国人投手が対巨人戦で来日初登板初先発初勝利を挙げたのは2021年のラウル・アルカンタラ以来4人目であり、甲子園で同条件を達成したのは球団史上初である。5月は4試合に先発しリーグトップタイの3勝・同2位の防御率1.04と月間防御率1.79のチームを牽引する活躍を見せ、球団の外国人投手では2018年3、4月度のランディ・メッセンジャー以来となる月間MVPに選出された。夏場以降は二軍暮らしが続いた。12月2日に自由契約公示された。

### アスレチックス傘下時代
2023年4月22日にMLBのオークランド・アスレチックスとマイナー契約を結んだ。傘下AAA級ラスベガス・アビエイターズに配属され、14試合に登板し防御率6.51という成績であった。。同年7月14日、FAとなった。

### ロッテ・ジャイアンツ時代
2023年7月18日、韓国プロ野球のロッテ・ジャイアンツと契約した。移籍後は先発登板した13試合のうち11試合でクオリティ・スタートを記録し、7勝2敗・防御率2.26という成績を収めた。
2024年まで契約し、2025年の再契約は結ばれなかった。

### レッズ傘下時代
2025年1月27日にシンシナティ・レッズと、マイナー契約を結んだ。

## 投球スタイル
| 球種           | 割合 | 平均球速 | 平均球速 | 最高球速 | 最高球速 |
| 球種           | %    | mph      | km/h     | mph      | km/h     |
| フォーシーム   | 50.5 | 89.8     | 144.5    | 92.9     | 149.5    |
| スライダー     | 17.4 | 82.7     | 133.1    | 85.3     | 137.3    |
| カーブ         | 17.1 | 74.5     | 119.9    | 77.2     | 124.2    |
| チェンジアップ | 15   | 83.2     | 133.9    | 85.8     | 138.1    |

最速92.9mph（約149.5km/h）の速球が投球の約半分を占める。変化球は、スライダーとカーブとチェンジアップをほぼ均等に投げる。制球力が自慢ともされている。

## 人物
- 愛称は「フリーザー（Freezer）」[28]、「ウィルク」[29][30]。「フリーザー」という愛称の由来は、プロ入り前に食品会社の冷凍食品部門での勤務経験があり、そのことをトップス社（英語版）のトレーディングカードで紹介されたため[28]。
- 阪神に入団が決まると、日本でプレー経験のあるマイク・ザガースキーから「ちゃんとお辞儀しろよ」とアドバイスされた[31]。

## 詳細情報

### 年度別投手成績
| 年 度    | 球 団          | 登 板 | 先 発 | 完 投 | 完 封 | 無 四 球 | 勝 利 | 敗 戦 | セ 丨 ブ | ホ 丨 ル ド | 勝 率 | 打 者 | 投 球 回 | 被 安 打 | 被 本 塁 打 | 与 四 球 | 敬 遠 | 与 死 球 | 奪 三 振 | 暴 投 | ボ 丨 ク | 失 点 | 自 責 点 | 防 御 率 | W H I P |
| -------- | -------------- | ----- | ----- | ----- | ----- | -------- | ----- | ----- | -------- | ----------- | ----- | ----- | -------- | -------- | ----------- | -------- | ----- | -------- | -------- | ----- | -------- | ----- | -------- | -------- | ------- |
| 2017     | MIL            | 3     | 2     | 0     | 0     | 0        | 1     | 0     | 0        | 0           | 1.000 | 37    | 10.1     | 6        | 1           | 1        | 0     | 0        | 7        | 0     | 0        | 4     | 4        | 3.48     | 0.68    |
| 2018     | MIL            | 3     | 1     | 0     | 0     | 0        | 0     | 1     | 0        | 0           | .000  | 43    | 9.0      | 12       | 4           | 3        | 0     | 1        | 10       | 0     | 0        | 10    | 10       | 10.00    | 1.67    |
| 2019     | MIL            | 8     | 0     | 0     | 0     | 0        | 0     | 0     | 0        | 0           | ----  | 80    | 16.0     | 25       | 4           | 9        | 1     | 0        | 11       | 0     | 0        | 13    | 13       | 7.31     | 2.13    |
| 2022     | 阪神           | 14    | 14    | 0     | 0     | 0        | 5     | 5     | 0        | 0           | .500  | 292   | 70.2     | 70       | 4           | 21       | 1     | 1        | 54       | 0     | 0        | 32    | 32       | 4.08     | 1.29    |
| 2023     | ロッテ（韓国） | 13    | 13    | 0     | 0     | 0        | 7     | 2     | 0        | 0           | .778  | 327   | 79.2     | 67       | 3           | 20       | 0     | 2        | 81       | 3     | 1        | 28    | 20       | 2.26     | 1.09    |
| 2024     | ロッテ（韓国） | 32    | 32    | 1     | 1     | 0        | 12    | 8     | 0        | 0           | .600  | 816   | 196.2    | 210      | 18          | 27       | 0     | 2        | 167      | 3     | 0        | 90    | 84       | 3.84     | 1.21    |
| MLB：3年 | MLB：3年       | 14    | 3     | 0     | 0     | 0        | 1     | 1     | 0        | 0           | .500  | 160   | 35.1     | 43       | 9           | 13       | 1     | 1        | 28       | 0     | 0        | 27    | 27       | 6.88     | 1.58    |
| NPB：1年 | NPB：1年       | 14    | 14    | 0     | 0     | 0        | 5     | 5     | 0        | 0           | .500  | 292   | 70.2     | 70       | 4           | 21       | 1     | 1        | 54       | 0     | 0        | 32    | 32       | 4.08     | 1.29    |
| KBO：2年 | KBO：2年       | 45    | 45    | 1     | 1     | 0        | 19    | 10    | 0        | 0           | .655  | 1143  | 276.1    | 277      | 21          | 47       | 0     | 4        | 248      | 6     | 1        | 118   | 104      | 3.39     | 1.17    |

- 2024年度シーズン終了時
- 太字はリーグ最多

### 年度別守備成績
| 年 度 | 球 団 | 投手（P） | 投手（P） | 投手（P） | 投手（P） | 投手（P） | 投手（P） |
| 年 度 | 球 団 | 試 合     | 刺 殺     | 補 殺     | 失 策     | 併 殺     | 守 備 率  |
| ----- | ----- | --------- | --------- | --------- | --------- | --------- | --------- |
| 2017  | MIL   | 3         | 1         | 0         | 0         | 0         | 1.000     |
| 2018  | MIL   | 3         | 0         | 1         | 0         | 0         | 1.000     |
| 2019  | MIL   | 8         | 1         | 1         | 0         | 0         | 1.000     |
| 2022  | 阪神  | 14        | 2         | 8         | 1         | 0         | .909      |
| MLB   | MLB   | 14        | 2         | 2         | 0         | 0         | 1.000     |
| NPB   | NPB   | 14        | 2         | 8         | 1         | 0         | .909      |

- 2021年度シーズン終了時

### 表彰
NPB
- 月間MVP：1回（投手部門：2022年5月）

### 記録

#### MLB
初記録
投手記録
- 初登板：2017年9月15日、対マイアミ・マーリンズ戦（ミラー・パーク）、9回裏に8番手で救援登板、1回無失点
- 初奪三振：同上、9回裏にJ.T.リアルミュートから空振り三振
- 初勝利・初先発勝利：2017年10月1日、対セントルイス・カージナルス戦（ブッシュ・スタジアム）、7回1失点

打撃記録
- 初安打・初本塁打・初打点：2019年4月17日、対セントルイス・カージナルス戦（ミラー・パーク）、5回裏にマイケル・ワカから左越ソロ

#### NPB
初記録
投手記録
- 初登板・初先発登板・初勝利・初先発勝利：2022年4月16日、対読売ジャイアンツ5回戦（阪神甲子園球場）、6回1失点
- 初奪三振：同上、2回表にアダム・ウォーカーから空振り三振

打撃記録
- 初打席：2022年4月16日、対読売ジャイアンツ5回戦（阪神甲子園球場）、3回裏にマット・シューメーカーから投前犠打
- 初打点：2022年5月15日、対横浜DeNAベイスターズ7回戦（横浜スタジアム）、5回表に入江大生から投前犠打野選

### 背番号
- 56（2017年 - 2019年）
- 52（2022年）
- 46（2023年 - 2024年）

### 登場曲
- 「Bella Ciao」Money Heist 5（2022年）